# Tito Davison
Tito Davison, de nom veritable Óscar Herman Davison va ser un director, actor i guionista xilè nascut a Chillán el 14 de desembre de 1912. Va tenir una extensa carrera artística a l'Argentina, Mèxic i Xile. Va emigrar de Xile a Hollywood, va treballar en 1927 com a tècnic i després va debutar com a actor en pel·lícules que es filmaven en castellà amb artistes de Llatinoamèrica i Espanya. Va participar en més de 130 pel·lícules com a actor, guionista i director. La seva gran filmografia inclou entre altres Las del barranco  (1938), Locos del verano (1942), La selva de fuego (1945), Cabo de Hornos (1955), El burócrata González (1964) i María (1972).
En Mèxic, va ser un director clau en l'estil melodramàtic de les seves produccions per marcar un estil molt mexicà. En els anys 50 torna a Xile i més tard, torna a Mèxic, on va morir el 21 de març de 1985.

## Els seus inicis al cinema
En 1927 es va vincular al cinema com a tècnic en Hollywood i més endavant va debutar com a actor en pel·lícules que es filmaven en espanyol amb artistes de Llatinoamèrica i Espanya destinades al públic d'aquest idioma. Alguns d'aquests films van ser Sombras de gloria (1929), La fuerza del querer o The Big Fight (1930); El presidio o The Big House (1930) i La gran jornada o Horizontes nuevos o The Big Trail (1930).
Posteriorment, Davison va preferir dedicar-se a la tècnica, al guionisme i a l'adaptació, camí que ho va conduir a la direcció cinematogràfica amb la qual es va iniciar a l'Argentina.

## Activitat a l'Argentina
En 1937 es va iniciar com a director de cinema a l'Argentina, amb Murió el sargento Laprida (1937); també va col·laborar en diverses pel·lícules: supervisor a Bartolo tenía una flauta (1939), enquadrament a Canción de cuna (1941), guionista a Las de Barranco (1938), Hay que educar a Niní (1940) i El haragán de la familia (1940). Més endavant dirigí Casi un sueño (1943) i la pel·lícula de dibuixos animats Upa en apuros (1942) i codirigí amb Antonio Cunill Cabanellas Locos de verano (1942), film en el que va tenir al seu càrrec l'enquadrament.

## Continuació de la seva carrera a Mèxic
En 1944 va viatjar a Mèxic per a treballar com a Gerent de Producció de l'empresa Mexicana Filmadora, S.A. i va ser l'adaptador (sense acreditar) de La barraca, sobre la novel·la de Vicente Blasco Ibáñez, que va dirigir Roberto Gavaldón.
Entre 1945 i 1947 va adaptar altres onze pel·lícules que dirigiria Gavaldón. També va exercir la direcció, entre altres films, de Dueña y señora, Que Dios me perdone i La sin ventura, totes de 1948, Un cuerpo de mujer, El baño de Afrodita, El embajador i Medianoche, totes de 1949. Aquesta última, que era una nova versió de la pel·lícula argentina La fuga, fou protagonitzada per Arturo de Córdova, Elsa Aguirre, Marga López, Carlos López Moctezuma i José Elías Moreno. Altres actors als que va dirigir foren María Félix, Libertad Lamarque i Fernando Soler.
Altres pel·lícules que va dirigir van ser Negro es mi color (1950), Cabo de Hornos (1955), La dulce enemiga (1956) i La edad de la inocencia (1962). Més endavant va tornar a Xile i dirigí El burócrata (1964) i Más allá de Pipilco (1964). En retornar a Mèxic realitzà El derecho de nacer. Va continuar lligat al cinema com a director i com a guionista en nombroses pel·lícules i al temps de morir acabava d'acabar un documental per a l'estat de Morelos i el film La guerra es un buen trabajo. Va morir en Ciutat de Mèxic el 21 de març de 1985.

## Premis i candidatures
Va rebre el Premi Ariel a la Millor Direcció i un Premi Quixot, a Espanya, per l'adaptació cinematogràfica de Doña Diabla, premi que va compartir amb Edmundo Báez. En 1947 va ser candidat al Premi Ariel per la millor adaptació per la pel·lícula El socio. En 1948 se li va atorga l'Ariel a la millor adaptació per El buen mozo i en 1949 la seva pel·lícula Que Dios me perdone fou candidata a l'Ariel d'or.

## Filmografia
Guionista
- El gran triunfo (1981)
- Forja de amigos o Amigo (1980)
- El ministro y yo (1976)
- Un mulato llamado Martín (1975)
- Un amor extraño (1975)
- El amor tiene cara de mujer (1973)
- María (1972)
- Mamá Dolores (1971)
- El hombre de los hongos (1976)
- El terrón de azúcar o The Big Cube (1969)
- Corazón salvaje (1968)
- El derecho de nacer (1966)
- Más allá del Pipilco (1965)
- El burócrata (1964)
- Cri Cri el grillito cantor (1963)
- Barridos y regados (1963)
- La fierecilla del puerto (1963)
- La edad de la inocencia (1962)
- La hermana blanca (1960)
- Impaciencia del corazón (1960)
- Isla para dos (1959)
- Mujeres de fuego (1959)
- Sabrás que te quiero (1958)
- Quiero ser artista (1958)
- La mujer que no tuvo infancia (1957)
- La Diana cazadora (1957)
- Un amor en Cabo de Hornos o Cabo de Hornos (1957)
- La dulce enemiga (1957)
- Bodas de oro (1956)
- Siempre para ti o Para siempre (1955)
- El caso de la mujer asesinadita (1955)
- Prisionera del pasado (1954)
- La entrega (1954)
- Cuando me vaya (1954)
- El valor de vivir (1954)
- Nunca es tarde para amar (1953)
- Sor Alegría (1952)
- Te sigo esperando (1952)
- Las tres alegres comadres (1952)
- Mujeres sin mañana (1951)
- Negro es mi color (1951)
- Curvas peligrosas (1950)
- La mujer que yo amé (1950)
- Doña Diabla (1949)
- Un cuerpo de mujer (1949)
- El baño de Afrodita (1949)
- El embajador (1949)
- Medianoche (1949)
- Dueña y señora (1948)
- Espuelas de oro (1948)
- Que Dios me perdone (1948)
- Soy charro de Rancho Grande (1947)
- La malagueña (1947)
- La barca de oro (1947)
- Marco Antonio y Cleopatra o La vida íntima de Marco Antonio y Cleopatra (1947)
- La mujer que quiere a dos (1947)
- Bel Ami (1947)
- Ramona (1946)
- Que Dios me perdone (1947)
- La diosa arrodillada (1947)
- Los nietos de don Venancio (1945)
- Camino de Sacramento (1945)
- El socio (1945)
- La selva de fuego (1945)
- Rayando el sol (1945)
- Una virgen moderna (1945)
- Corazones de México (1945)
- La barraca (1944)
- El que murió de amor (1945)
- Casi un sueño (1943)
- En el viejo Buenos Aires (1942)
- Tú eres la paz (1942)
- Hay que educar a Niní (1940)
- El haragán de la familia (1940)
- Las de Barranco (1938)

Director
- La guerra es un buen negocio (1982)
- Forja de amigos o Amigo (1980)
- Te quiero (1979)
- Natacha (1972)
- Un amor extraño (1975)
- El amor tiene cara de mujer (1973)
- María (1972)
- Mamá Dolores (1971)
- Un mulato llamado Martín (1970)
- El terrón de azúcar o The Big Cube (1969)
- Corazón salvaje (1968)
- El derecho de nacer (1966)
- Más allá del Pipilco (1965)
- El burócrata (1964)
- Canción del alma (1964)
- Cri Cri el grillito cantor (1963)
- Barridos y regados (1963)
- La fierecilla del puerto (1963)
- La edad de la inocencia (1962)
- La furia del ring (1961)
- Amor en la sombra (1960)
- Las canciones unidas (1960)
- La hermana blanca (1960)
- Impaciencia del corazón (1960)
- Isla para dos (1959)
- Mujeres de fuego (1959)
- La estrella vacía (1958)
- Sabrás que te quiero (1958)
- Música de siempre (1958)
- Música en la noche (1958)
- Quiero ser artista (1958)
- La mujer que no tuvo infancia (1957)
- La Diana cazadora (1957)
- Un amor en Cabo de Hornos o Cabo de Hornos (1957)
- La dulce enemiga (1957)
- Bodas de oro (1956)
- Siempre para ti o Para siempre (1955)
- El caso de la mujer asesinadita (1955)
- Prisionera del pasado (1954)
- Cuando me vaya (1954)
- El valor de vivir (1954)
- Nunca es tarde para amar (1953)
- Sor Alegría (1952)
- Te sigo esperando (1952)
- Las tres alegres comadres (1952)
- Enséñame a besar (1952)
- Mujeres sin mañana (1951)
- Negro es mi color (1951)
- Curvas peligrosas (1950)
- La mujer que yo amé (1950)
- Doña Diabla (1949)
- Un cuerpo de mujer (1949)
- El baño de Afrodita (1949)
- El embajador (1949)
- Medianoche (1949)
- Dueña y señora (1948)
- Que Dios me perdone (1948)
- La sin ventura (1948)
- Casi un sueño (1943)
- Upa en apuros (1942)
- Locos de verano (1942)
- Las de Barranco (1938)
- Murió el sargento Laprida (1937)

Actor
- Rosa de Francia (1935) …Simón
- Stamboul Quest (1934) (sense acreditar) .... Burco grum d'hotel
- Laughing Boy (1934) o Raza de bronce (1934) (sense acreditar)… Navajo
- Granaderos del amor (1933)
- Cheri-Bibi (1931) .... Juan
- La gran jornada u Horizontes nuevos o The Big Trail (1930) .... Daniel
- El presidio o The Big House (1930)… Kent Marlowe
- Los que danzan o Those Who Dance (1930) … Chico Brady
- La fuerza del querer o The Big Fight (1930) .... Lester
- Así es la vida o What a Man (1930) .... Jorge Franklyn
- Sombras de gloria (1929)

Assessor tècnic
- Ramona (sense acreditar) (1936)

Supervisor
- Bartolo tenía una flauta (1939)

Enquadrament
- Canción de cuna (1941)